# Катастрофа SE-210 под Ниццей
Катастрофа SE-210 под Ниццей — крупная авиационная катастрофа, произошедшая в среду 11 сентября 1968 года. Авиалайнер Sud Aviation SE-210 Caravelle III авиакомпании Air France выполнял внутренний рейс AF1611 по маршруту Аяччо—Ницца, но незадолго до захода на посадку рухнул в Средиземном море в окрестностях Ниццы. Погибли все находившиеся на его борту 95 человек — 89 пассажиров и 6 членов экипажа.
Это крупнейшая авиакатастрофа в международных водах Средиземного моря.

## Самолёт
Sud Aviation SE-210 Caravelle III (регистрационный номер F-BOHB, серийный 244) был выпущен компанией «Sud Aviation» в 1968 году (лётный сертификат получил 12 апреля). 19 апреля того же года был передан авиакомпании Air France, в которой получил имя Bearn. 11 августа того же года получил лётный сертификат №27224. Оснащён двумя турбореактивными двигателями Rolls-Royce Avon 527B (№ 30.573 и 30.556). На день катастрофы совершил 579 циклов «взлёт-посадка» и налетал 1001 час.

## Экипаж и пассажиры
Самолётом управлял опытный экипаж, состав которого был таким:
- Командир воздушного судна (КВС) — 35-летний Мишель Саломон (фр. Michel Salomon). Родился 16 ноября 1932 года. Опытный пилот, проработал в авиакомпании Air France 12 лет (с 8 сентября 1955 года). Был квалифицирован для полётов на DC-3, DC-4, C-449, L-749[англ.], L-1049, L-1649 и SE-210 Caravelle. Налетал 8836 часов (4853 из них ночью), 2054 из них на SE-210[3][1].
- Второй пилот — 32-летний Эмиль Дювинаж (фр. Emile Duvinage). Родился 18 декабря 1935 года. Опытный пилот, проработал в авиакомпании Air France 1 год и 24 дня (с 18 августа 1967 года). Был квалифицирован для полётов на Beechcraft D18S, PA-30, C-326, MS-733, DC-3, Mystère 20 и SE-210 Caravelle. Налетал 4293 часа 50 минут (253 часа 11 минут из них ночью), 676 часов 49 минут из них на SE-210[1].
- Бортинженер — 38-летний Роже Жуан (фр. Roger Juan). Родился 26 декабря 1929 года, по происхождению алжирец. Проработал в авиакомпании Air France 6 лет (с 21 марта 1962 года). Был квалифицирован для полётов на DC-3, DC-4 и SE-210 Caravelle. Налетал 4364 часа 42 минуты (1866 часов 34 минуты из них ночью), 1780 часов 58 минут из них на SE-210[1].

В салоне самолёта работали трое бортпроводников:
- Мишель Жерар (фр. Michel Gérard), 31 год (родился 10 августа 1937 года) — старший бортпроводник. Проработал в авиакомпании Air France 7 лет (с 18 октября 1959 года). Налетал 5588 часов 58 минут (2738 часов 52 минуты из них ночью)[1].
- Женевьева Трико (фр. Geneviève Tricot), 29 лет (родилась 4 июля 1939 года). Проработала в авиакомпании Air France 1,5 года (с 24 апреля 1967 года). Налетала 774 часа 36 минут (187 часов 20 минут из них ночью)[1].
- Мишель Орри (фр. Michèle Orry), 22 года (родилась 21 февраля 1946 года) — стюардесса-стажёр. Проработала в авиакомпании Air France 4 месяца и 13 дней (с 29 апреля 1968 года). Налетала 139 часов 25 минут (24 часа 5 минут из них ночью)[1].

Среди пассажиров на борту находился французский генерал Рене Коньи.
Всего на борту самолёта находились 95 человек — 6 членов экипажа и 89 пассажиров.

## Катастрофа
11 сентября 1968 года Sud Aviation SE-210 Caravelle III борт F-BOHB прибыл в Аяччо в 08:11 GMT (09:11 CET). При осмотре авиатехники аэропорта не обнаружили никаких повреждений. В баки было залито авиатопливо, на борт сели 89 пассажиров. В 09:02 экипаж получил разрешение на руление по аэродрому для взлёта с ВПП № 21 (в южном направлении). В 09:07 экипаж получил разрешение занять позицию на старте, а в 09:08 — разрешение на взлёт. В 09:09 самолёт без замечаний вылетел из аэропорта Аяччо, а в 09:12 на эшелоне FL40 (1220 метров) прошёл точку «ALPHA JULIETTE». Далее диспетчер аэропорта дал экипажу разрешение подниматься до эшелона FL160 (4880 метров) по направлению на точку «Bravo» и указал переходить на связь с авиадиспетчером юго-восточного сектора регионального центра в Марселе.
В 09:13:50 экипаж перешёл на связь с Марселем. Полёт проходил в нормальном режиме, и в 09:28:00 было дано разрешение на снижение. Но в 09:30:20, когда авиалайнер находился между эшелонами FL90 и FL70 (между 2740 и 2130 метрами), экипаж сообщил: У нас… возникли неприятности (фр. On a… des ennuis), и запросил прямой заход для аварийной посадки. Ему было дано разрешение на снижение и переходить на связь с диспетчером аэропорта Ниццы. Экипаж подтвердил получение информации и передал: У нас… возгорание (фр. On a… le feu). Затем в 09:31:45 экипаж перешёл на связь с Ниццей и подтвердил информацию о пожаре на борту, на что получил прямой заход на посадку. В 09:32:28 с борта рейса 1611 поступило последнее сообщение: Мы разобьёмся, если так будет продолжаться (фр. On va crasher si ça continue). Последний раз засветки лайнера на экране радиолокатора наблюдались в 09:32:52 и 09:33:09 в 46,3 и 40,7 километра от аэропорта Ниццы соответственно.
Примерно в 09:40 (10:40 CET) рейс AF1611 врезался в воду и затонул на глубине около 2600 метров, все 95 человек на его борту погибли. Сразу были начаты поисковые работы, и в 11:22 с борта F-SSZP (Lockheed Constellation) сообщили об обнаружении пятен керосина и обломков на поверхности воды к югу от мыса Антиб. В 12:06 вертолёты военно-морских сил доставили на берег первое обнаруженное тело.

## Расследование
Расследование причин катастрофы рейса AF1611 проводила комиссия Бюро по расследованию и анализу безопасности гражданской авиации (BEA).
Всего из вод Средиземного моря было поднято около 8-10 тонн обломков, в результате изучения которых было установлено, что наиболее интенсивно пожар проходил в районе 50-53 шпангоутов (хвостовая часть) с правой стороны, то есть в районе туалета и кухни. При этом было установлено, что наружу огонь не выходил и наружную обшивку не повреждал. Точную или наиболее вероятную причину возгорания комиссия BEA установить не смогла.
В 1973 году, при расследовании причин катастрофы Boeing 707 VARIG под Парижем, комиссия BEA в окончательном отчёте расследования отметила схожий характер катастроф под Парижем и под Ниццей, так как в обоих случаях был пожар на борту, который наиболее интенсивно происходил в районе туалета. Согласно тому же отчёту, наиболее вероятной причиной катастрофы бразильского самолёта стала непогашенная сигарета.

### Версия о попадании ракеты
Очень популярна версия, что авиалайнер на самом деле был преднамеренно или случайно сбит ракетой. Эту версию попытался отклонить министр обороны Мишель Дебре (фр. Michel Debré), который 26 сентября 1969 года сообщил, что на тот момент никаких военных учений на острове Левант, находящемся неподалёку от места катастрофы и на котором располагается центр ракетных испытаний, не проводилось. Тем не менее, некоторые свидетели указывают, что учения ПВО в атаках по учебным воздушным целям всё же выполнялись, но были прекращены после обнаружения радаром гражданского самолёта. Хотя это не исключает вероятности, что одна из ракет всё же успела поразить рейс 1611.
9 сентября 2006 года семьи погибших подали коллективное заявление в суд на Министерство обороны Франции, которое они обвинили в массовом убийстве.
10 мая 2011 года бывший военный секретарь Мишель Лати (фр. Michel Laty) в интервью телеканалу «TF1» заявил, что рейс AF1611 был сбит отклонившейся от траектории ракетой.